# 天桥沟集团部落遗址
天桥沟集团部落遗址，位于中国吉林省长白县金华乡一联办村，为一个省级文物保护单位，类型为近现代史迹及代表性建筑，公布时间为1999年2月26日。该文物保护单位由临江市文管所管理。
天桥沟集团部落遗址的历史年代为1934年。